# Ян Чесла
Ян Чесла, справжнє прізвище — Гандрік-Чесла, псевдонім — Боранчанський (луж. Jan Ćěsla, Jan Handrik-Ćěsla, Borančanski; нар. 16 грудня 1840 року, село Нове-Боранеци, Лужиця, Німеччина — 11 жовтня 1915 року, Невеклов, Австро-Угорщина (нині територія Чехії)) — лікар, доктор медицини, серболужицький поет і перекладач.

## Біографія
Народився 16 грудня 1840 року в бідній селянській родині в серболужицькому селі Нове-Боранеци, Лужиця. З 1846 року по 1849 рік навчався в середній школі в Радіборі, потім — в школі в Будішині, яку закінчив в 1854 році, і вступив в цьому ж році в педагогічне училище. У 1855 році відправився на навчання в Прагу, де вступив в Малостранськую гімназію і Лужицьку семінарію, які закінчив у 1862 році. Свої перші поетичні спроби публікував на сторінках рукописного ілюстрованого журналу «Serb», який видавав Міхал Лешава. Потім вступив на медичний факультет Карлового університету. Будучи студентом в Карловому університеті, познайомився з Петром Дучманом і Яном Пуркінє, які надихнули його на літературну діяльність. Був членом серболужицького студентського братства «Сербовка». У 1873 році вступив в серболужицьку культурно-просвітницьку організацію «Матіца сербська». У 1879 році проходив лікарську практику в одній з празьких лікарень, потім до самої своєї смерті в 1915 році працював лікарем в чеському місті Невеклов.
Був старшим братом Міхала Гандріка-Чесли.

## Літературна діяльність
Перші поетичні твори став публікувати з 1861 року на сторінках рукописної ілюстрованої газети «Serb», яка випускалася серболужицькими студентами, що навчалися в Празі. На його літературна творчість вплинула серболужицький поет Гандрій Зейлер. З 1862 року став публікувати свої поетичні твори в чеських літературних журналах «Lumír» і «Hlas» і серболужицькому літературному журналі «Łužičan», де були опубліковані більшість його творів. Був одним з найактивніших авторів цього журналу. Використовував псевдонім «Боранчанський» від найменування свого рідного села.
Проживаючи в Празі, займався перекладом чеської літератури. У 1862 році переклав драму «Роговин Штирірогач» (Rohowin Štyrirohač) Вацлава Кліцпери, яка була поставлена 2 жовтня 1862 року на сцені будішінського театру і стала першою п'єсою, поставленою на верхньолужицькій мові. У 1862 році переклав на верхньолужицьку мову книгу Божени Немцової «Wowka». У 1868 році видав романтичну поему «Kral Přibysław» (Король Пшібислав), в якій описав боротьбу лужицьких сербів за національну незалежність проти німецьких племен.